# Ferenc Mészáros
Ferenc Mészáros (11. dubna 1950 Budapešť – 9. ledna 2023) byl maďarský fotbalový brankář.

## Fotbalová kariéra
V maďarské lize začínal v týmu Egyetértés Budapest. Od roku 1969 chytal 13 sezón za Vasas Budapešť. Dále hrál v Portugalsku za Sporting Lisabon a SC Farense. Po návratu do Maďarska chytal za tým Győri ETO FC. Kariéru končil v Portugalsku v týmu Vitória Setúbal. V roce 1977 získal s týmem Vasas SC mistrovský titul a v letech 1973 a 1981 maďarský pohár. V roce 1982 získal se Sportingem Lisabon portugalský double. V Poháru mistrů evropských zemí nastoupil v 7 utkáních, v Poháru vítězů pohárů nastoupil ve 2 utkáních a v Poháru UEFA nastoupil v 15 utkáních. Za maďarskou reprezentaci nastoupil v letech 1973–1988 ve 29 utkáních. Byl členem maďarské reprezentace na Mistrovství světa ve fotbale 1978, ale do utkání nenastoupil. Byl členem maďarské reprezentace na Mistrovství světa ve fotbale 1982, nastoupil ve 3 utkáních.

## Ligová bilance
| Ročník                        | Zápasy | Góly | Klub                |
| ----------------------------- | ------ | ---- | ------------------- |
| 1. maďarská liga 1968         | 2      | 0    | Egyetértés Budapest |
| 1. maďarská liga 1969         | 16     | 0    | Vasas SC            |
| 1. maďarská liga 1970         | -      | -    | Vasas SC            |
| 1. maďarská liga 1970/71      | 1      | 0    | Vasas SC            |
| 1. maďarská liga 1971/72      | 8      | 0    | Vasas SC            |
| 1. maďarská liga 1972/73      | 12     | 0    | Vasas SC            |
| 1. maďarská liga 1973/74      | 29     | 0    | Vasas SC            |
| 1. maďarská liga 1974/75      | 23     | 0    | Vasas SC            |
| 1. maďarská liga 1975/76      | 7      | 0    | Vasas SC            |
| 1. maďarská liga 1976/77      | 32     | 0    | Vasas SC            |
| 1. maďarská liga 1977/78      | 34     | 0    | Vasas SC            |
| 1. maďarská liga 1978/79      | 24     | 0    | Vasas SC            |
| 1. maďarská liga 1979/80      | 33     | 0    | Vasas SC            |
| 1. maďarská liga 1980/81      | 33     | 0    | Vasas SC            |
| 1. portugalská liga 1981/1982 | 29     | 0    | Sporting Lisabon    |
| 1. portugalská liga 1982/1983 | 28     | 0    | Sporting Lisabon    |
| 1. portugalská liga 1983/1984 | 20     | 0    | SC Farense          |
| 1. maďarská liga 1984/85      | 22     | 0    | Győri ETO FC        |
| 1. maďarská liga 1985/86      | 23     | 0    | Győri ETO FC        |
| 2. portugalská liga 1986/1987 | 34     | 0    | Vitória Setúbal     |
| 1. portugalská liga 1987/1988 | 32     | 0    | Vitória Setúbal     |
| 1. portugalská liga 1988/1989 | 38     | 0    | Vitória Setúbal     |
| CELKEM 1. portugalská liga    | 70     | '0   |                     |